# Mumakil
Mumakil ist eine schweizerische Deathgrind-Band, die 2004 in Genf gegründet wurde. Die Gruppe hat bislang drei Studioalben veröffentlicht und steht bei Relapse Records unter Vertrag. Die Texte haben zumeist sozialkritische Inhalte.

## Geschichte
Gegründet wurde Mumakil 2004 im schweizerischen Genf. Die ersten Lieder nahm das Quartett im Sommer des Jahres auf, im November folgte der erste Live-Auftritt im Vorprogramm von Nasum. Anfang 2005 erschien das erste Demo, das im Heimstudio des Gitarristen Jérôme Pellegrini aufgenommen wurde. Im Oktober folgte die erste Tournee durch Frankreich. Von Januar bis März 2006 nahm die Band wieder im Heimstudio von Pellegrini das Debütalbum auf, das wenig später beim französischen Independentlabel Overcome Records erschien. Es folgten Auftritte mit Suffocation und 2007 die erste Tour durch das Vereinigte Königreich mit Necrophagist und Misery Index. Im Jahr 2008 nahm Relapse Records die Band unter Vertrag und veröffentlichte zunächst eine Split mit Inhume und im März 2009 das zweite Album Behold the Failure. Die folgende Tour bestritt Mumakil gemeinsam mit Afgrund. Ende 2010 verließ Bassist und Gründungsmitglied Jeremy Tavernier die Band und wurde 2011 durch Benjamin Droz ersetzt. Im Jahr 2011 bestritt Mumakil auf Einladung eines Exilfranzosen einige Auftritte in Kuba. Wenig später erkrankte der Schlagzeuger Sébastien Schacher am Karpaltunnelsyndrom, begann aber 2012 mit den Aufnahmen zum dritten Album. Diese mussten wegen der Erkrankung von Schacher immer wieder unterbrochen werden. Das Album erschien schließlich im Juni 2013 bei Relapse Records. Obwohl Schacher darauf das Schlagzeug eingespielt hatte, wurde er wegen seiner Handverletzung durch Kevin Foley von Benighted ersetzt, der Vorschlag hierfür kam von Schacher.

## Diskografie
Studioalben und EPs
- 2006: Customized Warfare (Overcome Records)
- 2006: The Stop Whining EP (Blastbeat)
- 2009: Behold the Failure (Relapse Records)
- 2013: Flies Will Starve (Relapse Records)

Splits
- 2008: The Sick, the Dead, the Rotten Part II (mit Obtuse und Third Degree)
- 2008: Ruling Class Cancelled (mit Misery Index)
- 2008: Slimewave Edition Six of Six (mit Inhume)
- 2008: Blind (mit Blockheads)

## Belege
1. 1 2 3 4  Patrick Schmidt: Mumakil: Bitte nicht stören. In: Rock Hard. Nr. 315, September 2013, S. 82.
2. ↑  Ross Aftermath: Exclusive Interview: MUMAKIL’s Benjamin Droz. American Aftermath, 31. Mai 2013, archiviert vom Original (nicht mehr online verfügbar) am 18. August 2013; abgerufen am 27. August 2013 (englisch).  Info: Der Archivlink wurde automatisch eingesetzt und noch nicht geprüft. Bitte prüfe Original- und Archivlink gemäß Anleitung und entferne dann diesen Hinweis.